# Hop Hop Hop Crew
Hop Hop Hop Crew est un groupe de balkan fusion français, originaire de Bretagne, formé en 2011.
En 2024, il est composé de 5 musiciens. Deux bassistes alternent les concerts. Ils sont donc 6 au total, mais 5 sur scène lors des concerts : Chloé Gautier (accordéon, chant), Arthur Dumas (saxophone tenor, clarinette, chant), chœur), Jérôme Menguy (batterie, chœur), Olena Powichrowski (saxophone baryton, saxophone alto, chœur) et Eva Montfort [ou] Kevin Henao (guitare basse, chœur).

## Biographie

### Débuts et premiers EP (2011—2014)

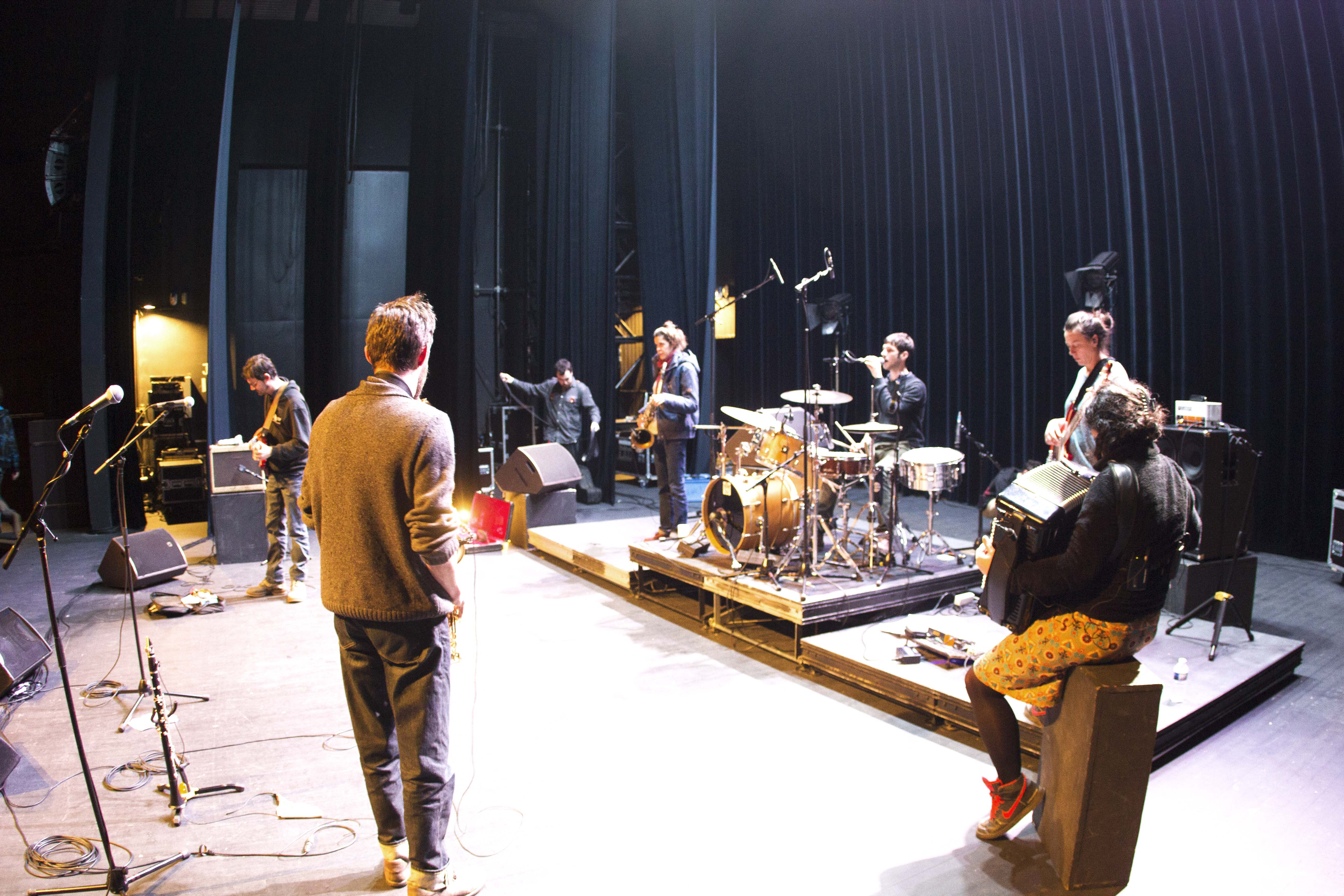
Les artistes du Crew travaillant en résidence en novembre 2019.

Au départ, le groupe ne comprenait que 4 membres : Chloé Gautier, Arthur Dumas, Morgane Henry, et Léo Grenapin à la guitare rythmique. Le Hop Hop Hop Crew est formé durant l’été 2011 sur l’Île de Groix, dans le Morbihan. Il joue d'abord dans la rue et « jongle » entre traditionnels tziganes, klezmer et des standards de jazz des années 1940. Ils écument places de marché, bars, bistrots, café-concerts et touchent déjà un public éclectique. Après quelques mois, le groupe s’étoffe avec l’arrivée de sa section rythmique : Jean Guyomarc’h à la basse électrique, Grégory Hilaire à la guitare rythmique, et Vincent Raudin à la batterie. Très vite, le groupe se greffe au Collectif artistique Tomahawk. De même, il va travailler jusqu'à aujourd'hui en étroite collaboration avec l'association bretillienne Le Bon Scèn'Art.
Ils décident d’enregistrer leurs premier EP, TendrOvni, en 2012. Ce premier EP est auto-produit par les musiciens à l'Elaboratoire (collectif artistique rennais) de Rennes (lieu et collectif d'artistes). Grâce à différents soutiens, particulièrement celui de l’Elaboratoire, le groupe affirme son identité musicale au travers d’un travail de composition et d’arrangement. Les membres de la formation sont 7 à l'époque, dont Léo Grenapin, déjà à la guitare solo, Jean Guyomarc'h à la basse, Grégory Hilaire à la guitare rythmique, Vincent Raudin à la batterie, et avec la participation spéciale de Jérôme Pourreau au saxophone soprano sur le titre Tu Djaial. Il comprend 7 titres issus des répertoires traditionnels tzigane, klezmer, et manouche, tous librement arrangés, interprétés et enregistrés par les artistes eux-mêmes. TendrOvni paraîtra en février 2012.
L’année 2012 sera aussi marquée par l’arrivée du musicien Marco Carrolo au violon et de Tiphaine Bovin en tant qu’ingénieur du son. S’ensuit un an et demi de concerts à faire danser le public des bars et des petits festivals de Bretagne. À la fin de l’année 2013, Grégory Hilaire et Marco Carollo s’envolent vers d’autres aventures musicales. HHHC se fixe alors dans une formule différente et enregistre en 2014 son second EP, H3. Sorti en juillet 2014, H3 est un EP plus électrique et illustre l’évolution du groupe par des compositions et des arrangements plus personnels où se mêlent écriture soignée et improvisation sauvage.
Avec plus de 250 concerts à son actif, Hop Hop Hop Crew continue les prestations scéniques avec la collaboration du Collectif Tomahawk et de l’association Le Bon Scèn’Art.

### HHHCet continuité (depuis 2015)

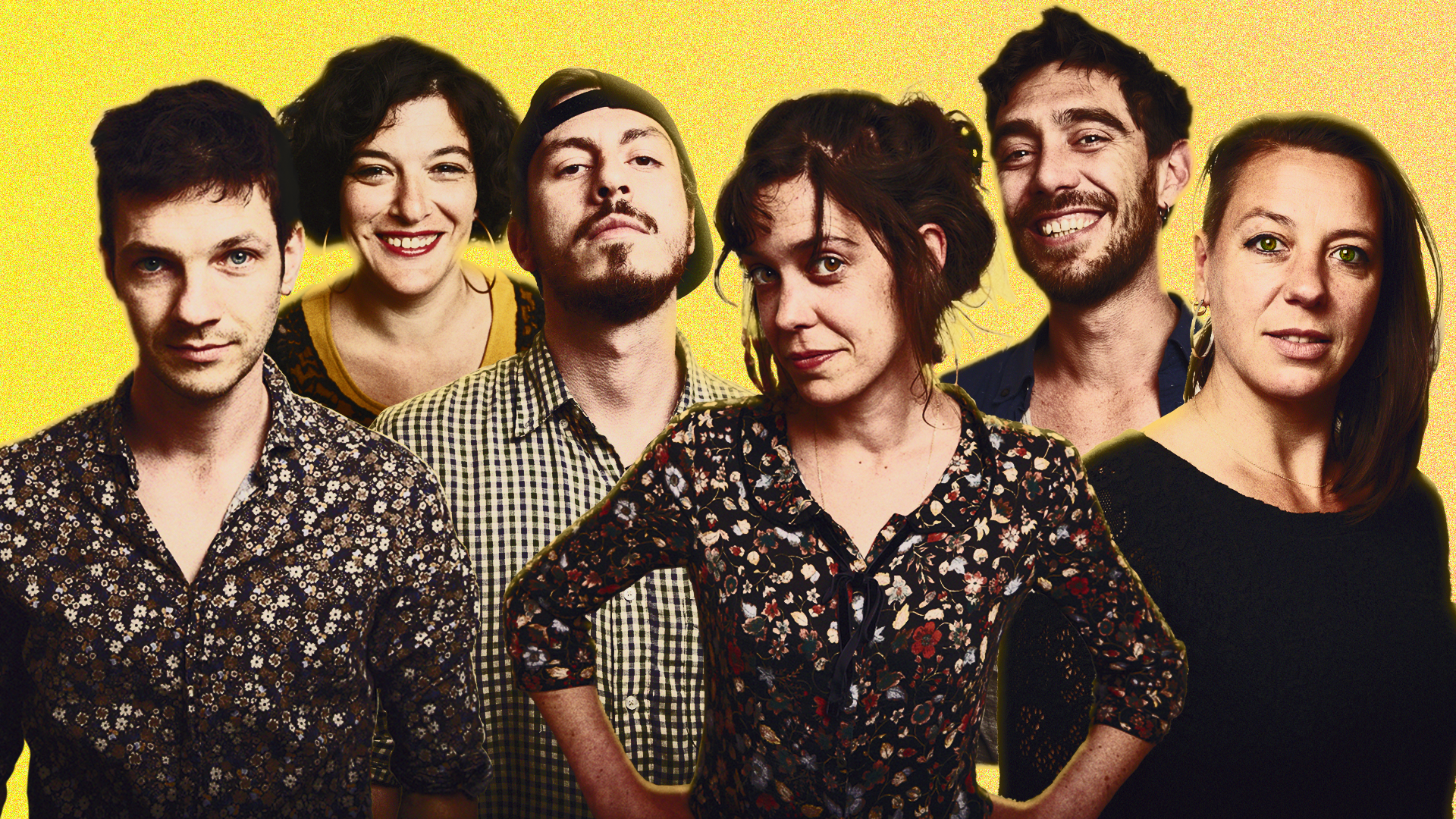
De gauche à droite : Jérôme Menguy, Chloé Gautier, Kevin Henao, Morgane Henry, Arthur Dumas, Eva Montfort.

C’est en 2015 que Jérôme Menguy — formé depuis son plus jeune âge à la batterie et aux percussions en école de musique, et diplômé du conservatoire de Jazz de Saint-Brieuc — intègre le groupe en lieu et place de Vincent Raudin de manière définitive et en fera son activité principale jusqu’à aujourd’hui.
Louis Boudot, un guitariste prodige, sera remplaçant bassiste de Jean pendant quelques années. De même, Maxime Salaün, technicien son, intègre la formation, et est dès le départ considéré comme un membre de l’équipe à part entière, indispensable à la production de concerts, au même titre que les artistes sur scène. En 2017, les musiciens du groupe font enregistrer le troisième disque, et premier album studio, HHHC, au Studio Bonison. Il sera éponyme et comporte 17 titres et sera édité chez Dyonisiac Tour. Il est rendu disponible sur des plateformes telles que Spotify Music ou SoundCloud.
En juin 2019, le groupe de musique passe un nouveau cap et décide d’embaucher un nouveau manager, Jonathan Mokhefi, qui prendra le relai de Damien Margotin, et s’occupera notamment de leurs tournées de concerts ainsi que de l'organisation et de la communication du groupe. La même année, Jean Guyomarc’h, alors devenu récemment papa, quitte le groupe, et ils intègrent deux nouveaux musiciens pour le remplacer à la guitare basse : Eva Montfort, une artiste de renommée aux diverses casquettes, et Kevin Henao, un francilien talentueux jusqu’alors bassiste remplaçant occasionnel, qui s’alterneront le rôle de bassiste lors des concerts au fil des saisons. La même année, Yann Serrat intègre la formation en binôme avec Maxime Salaün, dans le rôle de technicien son. Ils alterneront aussi tous les deux les concerts.
En 2022, après plus de 10 années de tournée et environ 800 concerts, dans toute la France, Léo Grenapin quitte le groupe pour se consacrer à de nouvelles activités. Après quelques mois de travail lors de multiples résidences consacrées à la création, le Hop Hop Hop Crew présente enfin son nouveau show : ESMA, un concert dans lequel ils ont su mêler leur compositions personnelles aux sonorités modernes aux textes et aux mélodies composées et interprétées par la mythique Esma Redžepova, grande chanteuse macédonienne – la « Reine de la musique tsigane » – qui a brillé sur les plus grandes scènes jusqu’à sa mort en 2016. Le mélange entre les instruments électriques et les instruments plus traditionnels utilisés dans les musiques des Balkans ou dans le jazz permet au groupe de se faire autant aimer par le jeune public de festival venu pour danser que par les mélomanes amateurs d'harmonies riches et de rythmes originaux.
C'est enfin au début de l'année 2023 que la talentueuse Olena Powichrowski rejoindra l'équipe pour y apporter son talent et sa virtuosité pour les tournées à venir.

## Discographie

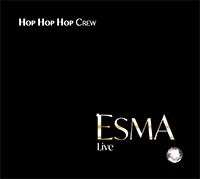
Esma Live (2023) CD cover

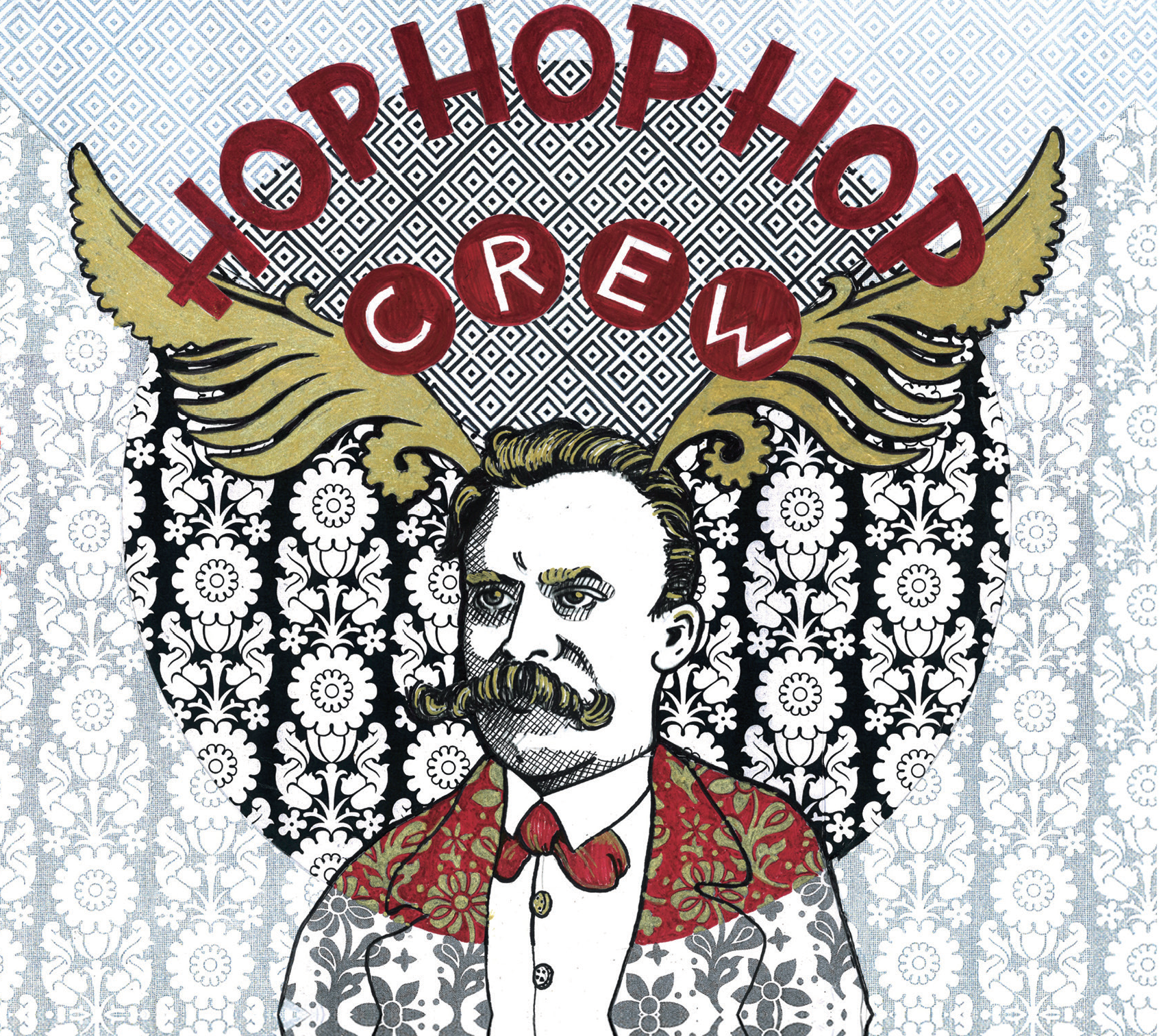
Pochette album HHHC (2017).

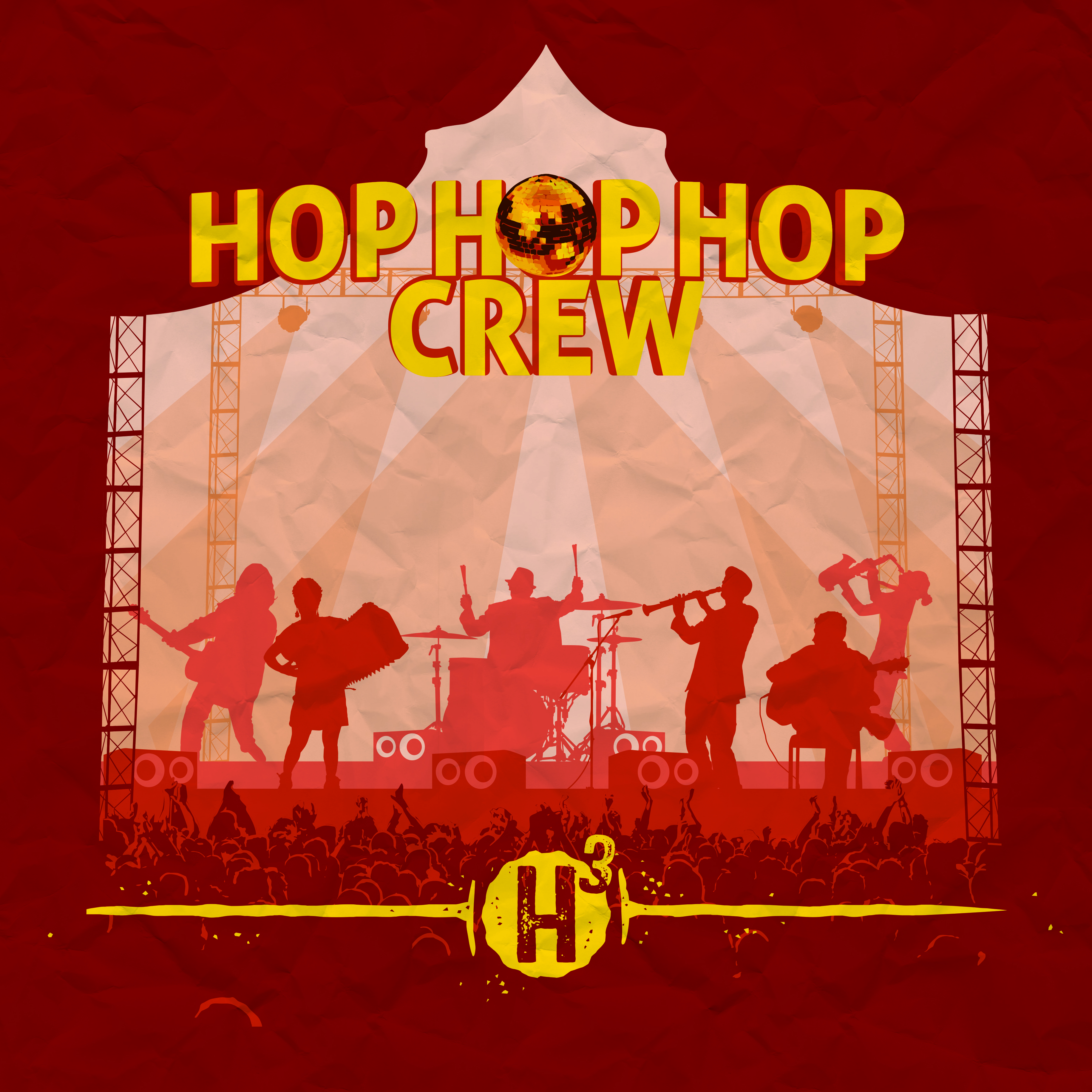
Pochette album H3 (2014).

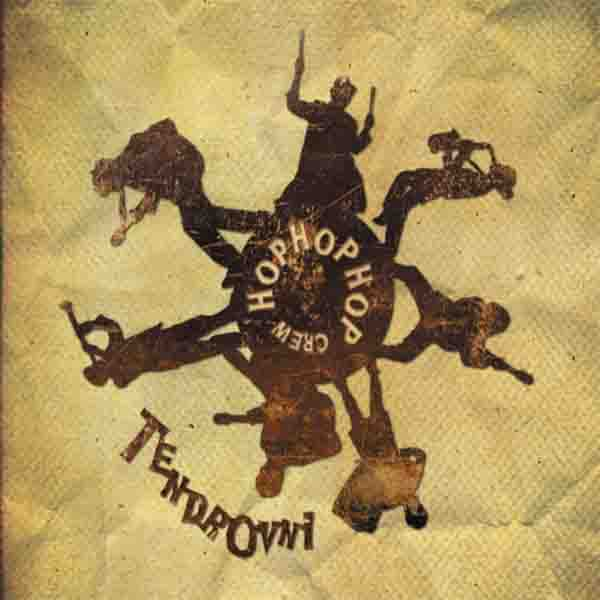
Pochette album TendrOvni (2012).

Le groupe a sorti 4 disques : 2 EP en 2012 puis 2014 et un album studio en 2017 et un album live en 2023.

### Album live
- 2023 : ESMA Live

CD et vinyle (HHHC)
1. Kale Jaja
2. Romano Horo
3. Ljubi
4. Abre Ramce
5. Oketano
6. Maki
7. Djelem
8. Jalandji
9. Esma Kiri Gili
10. Korkori Phirava

### Album studio
- 2017 : HHHC

1. Ibrahim
2. Nicusor on the Dancefloor
3. Darkologie
4. Interlude #1
5. De La Mare
6. Dignus Est Intrare
7. Ptite Kompo
8. Moméo
9. La Carciuma
10. Interlude #2
11. Kojak Coçek
12. Vekocina
13. Dikta Mamo
14. Intro
15. Jack in the Shadows
16. La Voie de son Maître

### EP
- 2012 : TendrOvni

1. Tarra’s
2. TendrOvni
3. Dikta Mamo
4. Odessa Marco
5. Hora Wizz
6. Tu Djaial
7. Opa Tsupa (Geek Version)

- 2014 : H3

1. Dumbala Dumba
2. Darkology
3. Le Réveil Sonne Toujours Trop Tôt
4. Keren Chave
5. Marmotzong
6. Tik Paploma
7. Urss
8. La Voie de son Maître
9. Khel Mantsa

## Membres

### Collaborations longues
- Morgane Henry (saxophone baryton, trompette) (depuis 2011)
- Léo Grenapin (guitare solo) (depuis 2011)
- Jean Guyomarc'h (guitare basse) (2012—2019)
- Louis Boudot (guitare rythmique/solo) remplaçant (2012—2018)

### Anciens membres
- Marco Carollo — violon (2012—2013)
- Vincent Raudin — batterie (2011—2015)
- Grégory Hilaire — guitare rythmique (2011—2013)
- Tiphaine Bovin — technicien son (2012—2015)
- Damien Margotin — manager, graphiste (2015—2018)[17]

### Membres additionnels
- Manuel Carolerro — batterie (remplaçant 2022)
- Charly Saulay — batterie (remplaçant 2021)
- Albert Milauchian — enregistrement, chœur (sur l'album HHHC (2017) au studio Bonison)[9]
- Jérôme Pourreau — saxophone soprano sur l'album TendrOvni (2012)
- Gauthier Ronsin — éclairagiste live/clip à plusieurs reprises depuis 2012
- Oscar Dumas — photographe (depuis 2011)